# Calvaire de Senven-Léhart

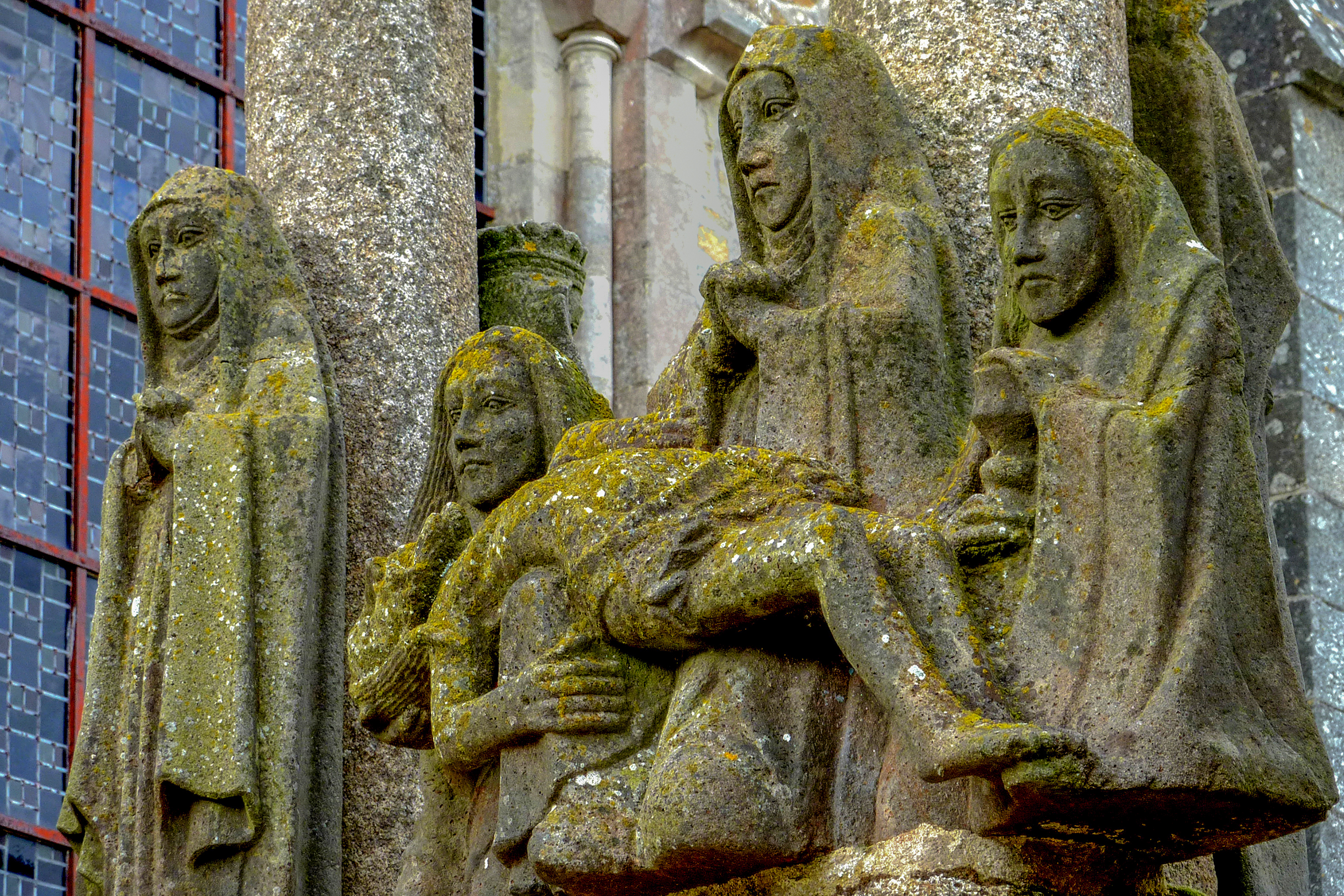
La pietà

Le calvaire de Senven-Léhart, une commune du département des Côtes-d'Armor dans la région Bretagne en France, est un calvaire en granit et kersantite datant du XVIIe siècle. Il est classé monument historique depuis le 12 octobre 1964.
Il comporte douze statues représentant dix-neuf sculptures de personnages ou d'animaux. À la révolution, le calvaire a été enterré par les habitants puis remis en place plus tard.La disposition actuelle des personnages sculptés serait due à une reconstruction après la Révolution. Un ange, aux pieds du Christ manque encore mais doit-être re scellé par la Commune.

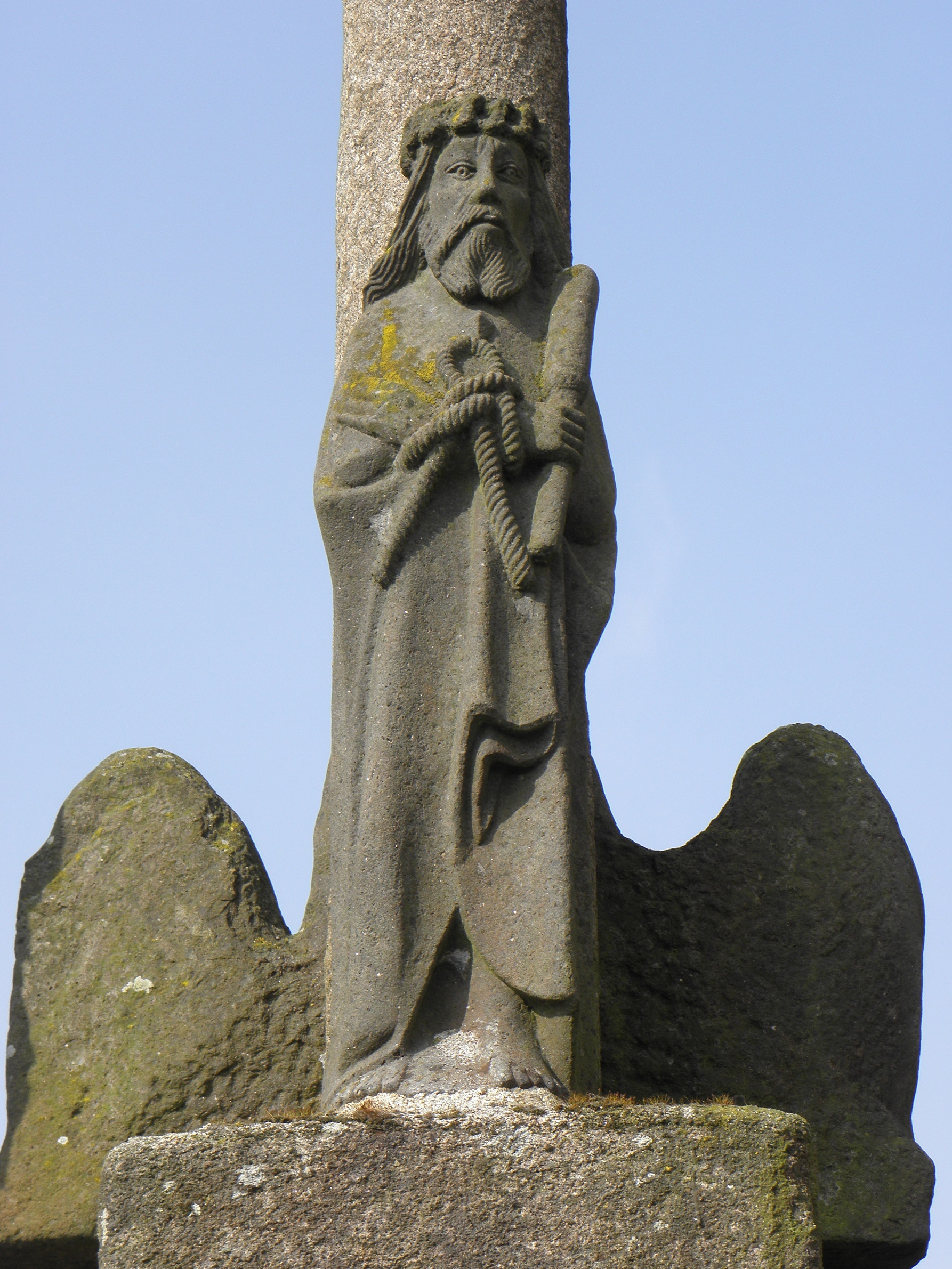
Ecce homo
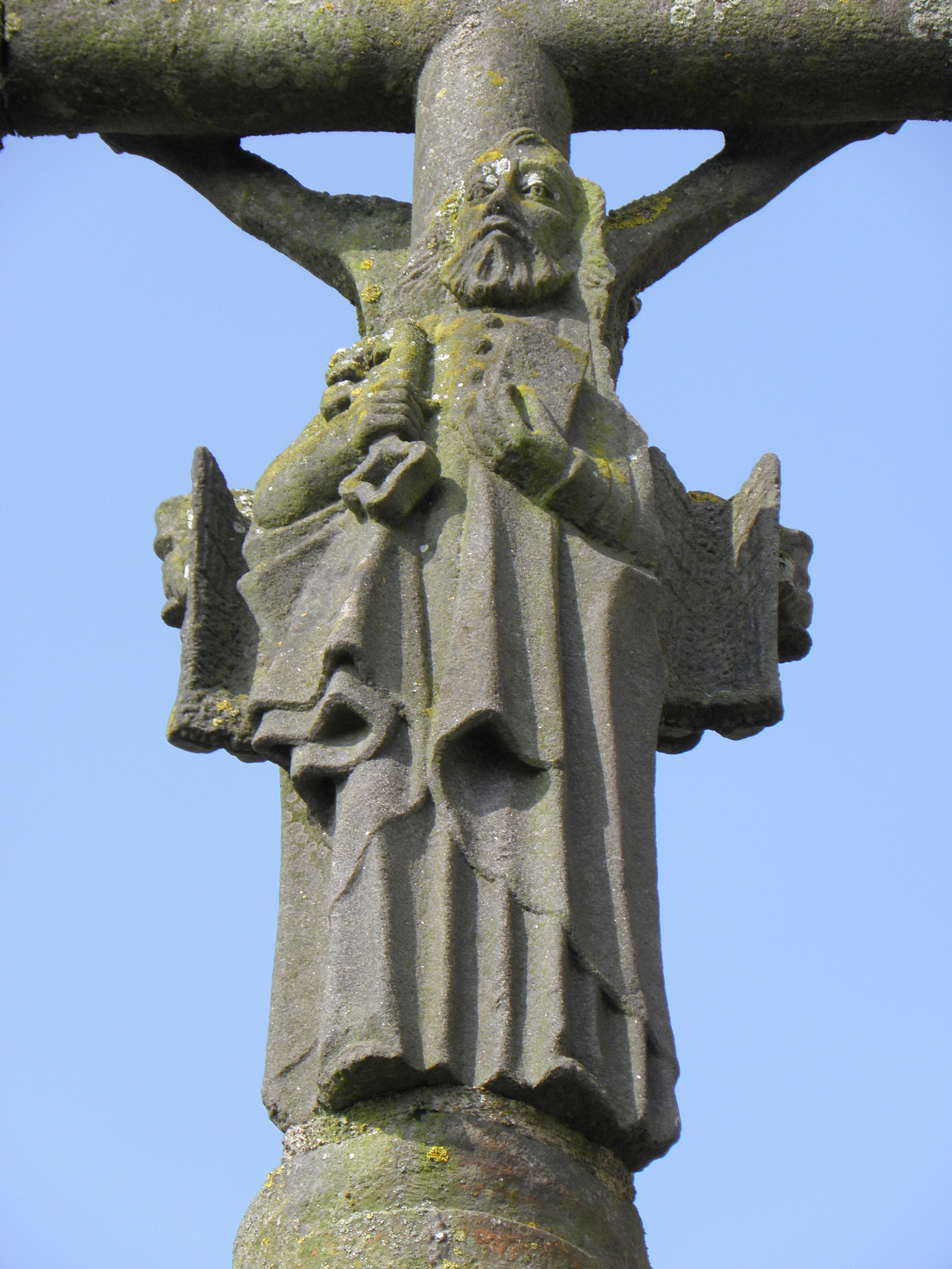
Saint Pierre
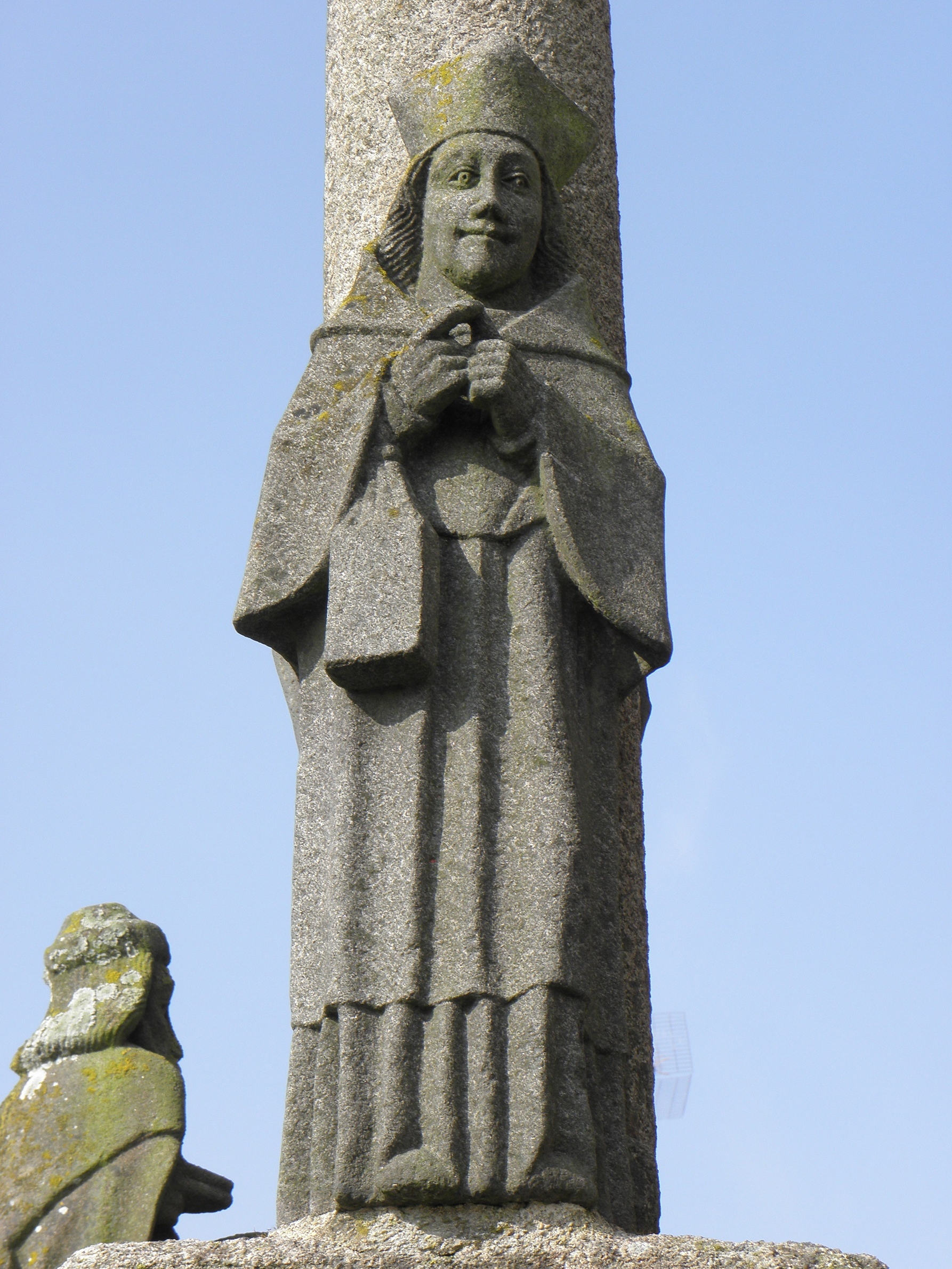
Saint Yves
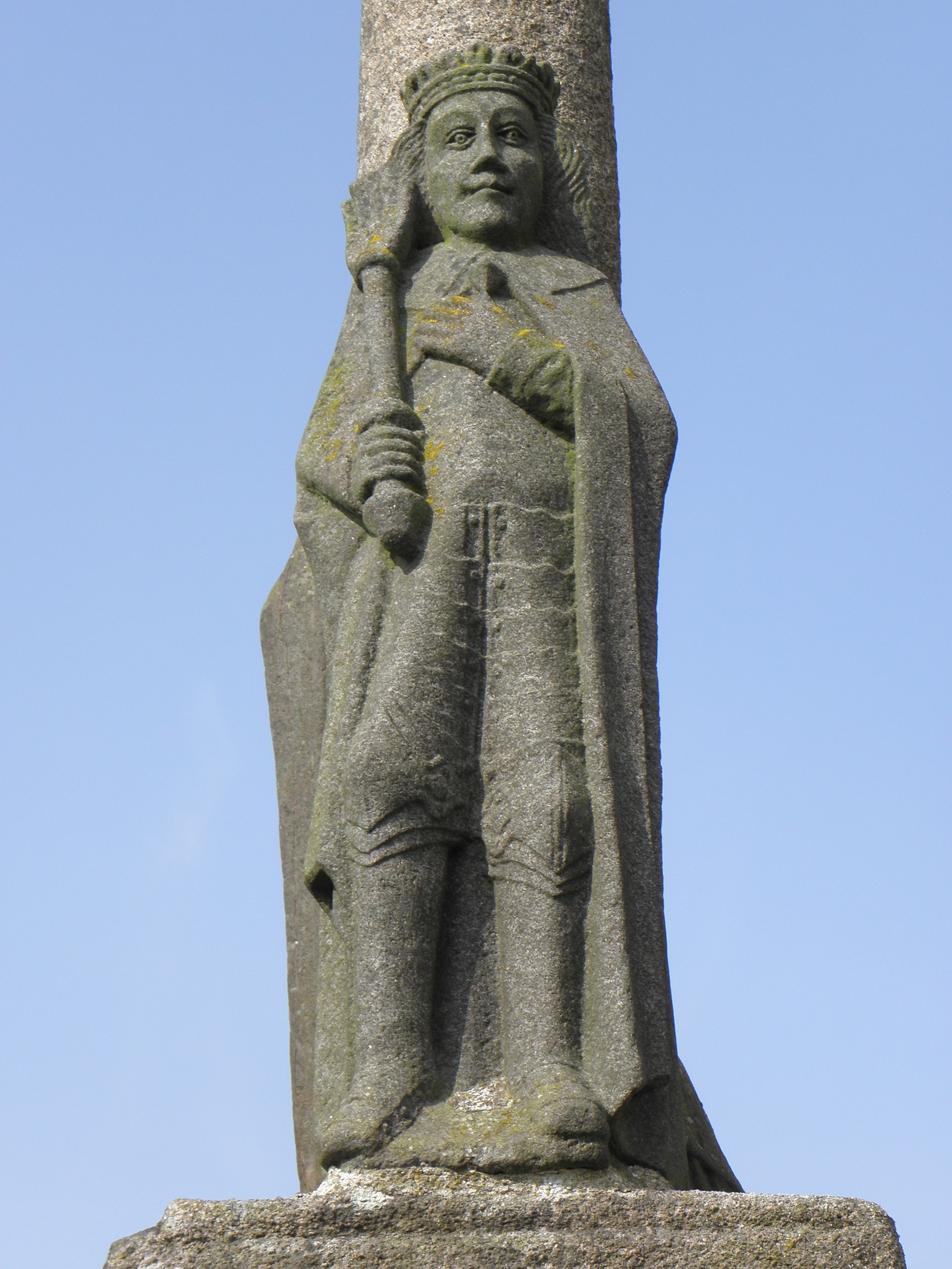
Saint Louis